# ماريا من هنغاريا (ملكة نابولي)

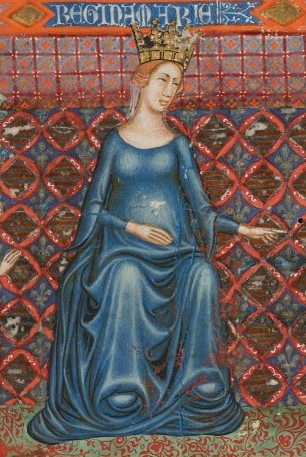
ماريا

ماريا من هنغاريا (تقريبًا 1257 - 25 مارس 1323) من سلالة أرباد وهي ملكة نابولي القرينة. كانت ابنة إسطفان الخامس من المجر وزوجته إليزابيث الكومانية.